# Fay Foster
Fay Foster (ur. 8 listopada 1886 w Leavenworth, zm. 17 kwietnia 1960 w Bayport) – amerykańska kompozytorka.

## Życiorys
Rozpoczęła grę na fortepianie w wieku 3 lat, a mając lat 12 grała na organach i dyrygowała kwartetem chóralnym. Kształciła się z zakresu muzyki wokalnej i fortepianowej w Chicago u Williama Sherwooda. Studiowała grę na fortepianie u H. Schwartza i kompozycję u Salomona Jadassohna w Monachium. Uczyła się w Lipsku u Theodora Wiehmeyera i Alfreda Reisenauera. Następnie kształciła się z gry na fortepianie u Sophie Menter i u Moriza Rosenthala w Wiedniu.

## Nagrody
- 1. miejsce w American Composers Competition (1913)[3]

## Twórczość
Pisała utwory kameralne, fortepianowe, pieśni, operetki, muzykę teatralną. Jej pieśni wydawały wytwórnie: Columbia Records, Edison, Victor.